# Bernd Weikl
Bernd Weikl, né à Vienne le 29 juillet 1942 est un baryton autrichien qui s'est produit sur toutes les grandes scènes internationales. Il est surtout connu pour ses rôles dans les opéras de Richard Wagner, et notamment Amfortas (Parsifal), Sachs (Les Maîtres chanteurs de Nuremberg).
Après des études d'économie politique, il entre au Conservatoire de Mayence, puis en 1965 à celui de Hanovre. En 1968, après avoir été lauréat du concours de chant de Berlin, il entre dans la troupe de l'Opéra de Hanovre. En 1972 il chante au Festival de Pâques de Salzbourg le rôle de Melot (dans Tristan et Isolde), puis Amfortas (dans Parsifal) au Festival de Bayreuth entre 1975 et 1980, Wolfram dans Tannhäuser en 1977-78, et Hans Sachs dans Les Maîtres chanteurs de Nuremberg, entre 1981 et 1986, aux opéras de Vienne et de Prague. Depuis 1974 il se produit aussi à Hambourg, et à Munich et au Met depuis 1977.

## Discographie sélective
- Wolfgang Amadeus Mozart : Don Giovanni, dir. Georg Solti, Orchestre philharmonique de Londres, avec Margaret Price, Gabriel Bacquier, Sylvia Sass, Lucia Popp, 1979 (Decca)
- Carl Orff : Carmina Burana, dir. James Levine, Chicago Symphony Orchestra, avec June Anderson, Phillip Creech, 1984 (Deutsche Grammophon)
- Richard Wagner : Parsifal, dir. Rafael Kubelík, Orchestre symphonique de la Radiodiffusion bavaroise, avec James King, Kurt Moll, Yvonne Minton, Franz Mazura, 1980 (Arts Archives - Bayerischer Rundfunk)
- Carl Maria von Weber : Der Freischütz, dir. Carlos Kleiber, Orchestre de la Staatskapelle de Dresde, avec Gundula Janowitz, Edith Mathis, Peter Schreier, Theo Adam, Siegfried Vogel, Franz Crass, 1973 (DG)